# Fontaine orientale
La fontaine orientale est une fontaine de la ville de Vevey, dans le Canton de Vaud en Suisse. Elle se trouve au pied de la tour de l’Horloge, dans la rue d’Italie.

## Historique
Jusqu’au milieu du XVIIIe siècle, en raison de certaines difficultés pour amener l’eau potable en ville, seules deux fontaines alimentent Vevey, dont la population compte quelque 3 300 habitants. Un troisième point d’eau s’impose donc. En 1772, le marbrier Jean-François Doret soumet un projet pour une fontaine à établir au pied d’un mur de jardin sur la Place orientale, ancienne place du Bourg de Bottonnens. Finalement, un nouveau projet est proposé par le peintre et dessinateur Michel-Vincent Brandoin pour une fontaine utilisant, au moyen de pompes, l’eau d’un puits préexistant. L’ouvrage, exécuté par Jean-François Doret, est achevé en 1773.
Cette fontaine monumentale, originellement à trois bassins (dont celui du centre, principal, était dominé par un obélisque), a été dessinée entre 1780 et 1786 par l’architecte français Pierre-Adrien Pâris pour figurer dans les Tableaux topographiques de la Suisse, du baron Zurlauben. Le monument frappe alors par sa modernité et par son décor « dans le goût égyptien composé par le Sieur Brandoin l’Anglois ».

Aspect original de la fontaine, gravure de Marie-Alexandre Duparc.

Déplacée à trois reprises et considérablement transformée pour des raisons d’aménagement urbain, cette fontaine a assurément échappé à la destruction en raison de ses qualités artistiques et de sa notoriété. Elle est aujourd'hui adossée à la tour de l'Horloge.
Classée monument historique en 1954, la fontaine est, tout comme la tour attenante, listée comme bien culturel d'importance régionale.

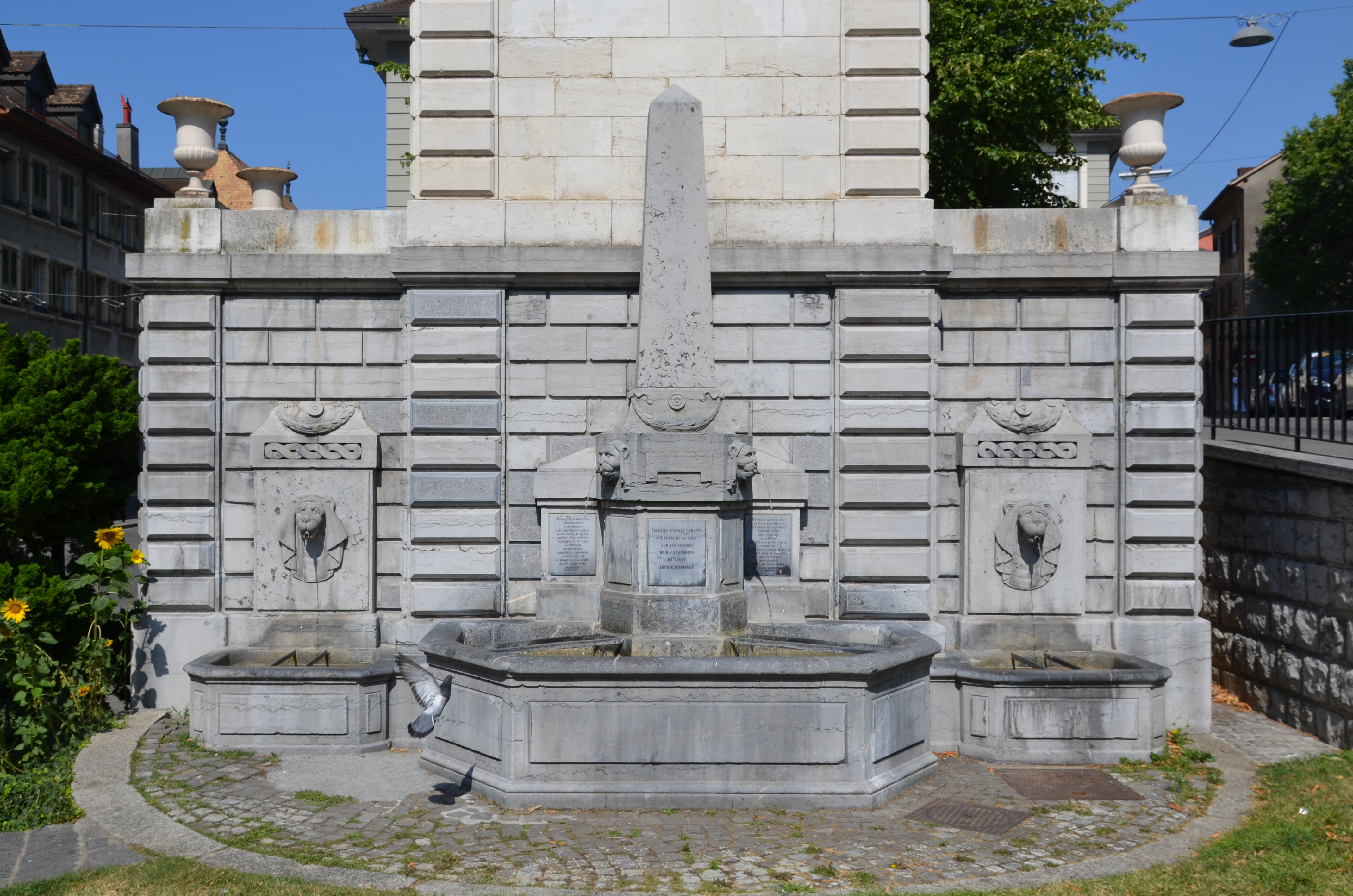
Vue d'ensemble de la fontaine adossée à la Tour de l'Horloge.